# Hägerau
Hägerau ist ein Dorf und eine Ortschaft mit 184 Einwohnern (Stand 1. Jänner 2024) in der Gemeinde Steeg im Bezirk Reutte in Tirol (Österreich).

## Geographie
Hägerau liegt auf 1107 m ü. A. im Tiroler Lechtal am linken Ufer des Lech. Das Dorf erstreckt sich rund 1 km nordöstlich des Gemeindehauptortes Steeg entlang der Lechtalstraße. Zur Ortschaft zählen neben dem Dorf Hägerau die Weiler Walchen und Winkel.

## Geschichte
Hägerau wurde um 1620 anstelle einer am Hang gelegenen Siedlung gegründet. Die Expositurkirche Hägerau wurde 1729 anstelle einer durch eine Lawine zerstörten Kapelle erbaut und 1786 im Stil des Barock umgestaltet. Sie ist den Heiligen Sebastian und Rochus geweiht. 1985 bis 1988 wurde die Kirche umfassend renoviert.